# Edward Poynings
Sir Edward Poynings (1459, Poynings, Sussex, Anglie – 22. října 1521, Westenhanger Castle, Kent, Anglie) byl anglický politik, vojevůdce a dvořan za vlády Tudorovců. Prosadil se jako stoupenec Jindřicha VII., za jehož vlády byl místokrálem v Irsku (1494–1496) a získal Podvazkový řád. Za Jindřicha VIII. si udržel vlivné postavení jako diplomat a vysoce postavený dvořan.

## Životopis

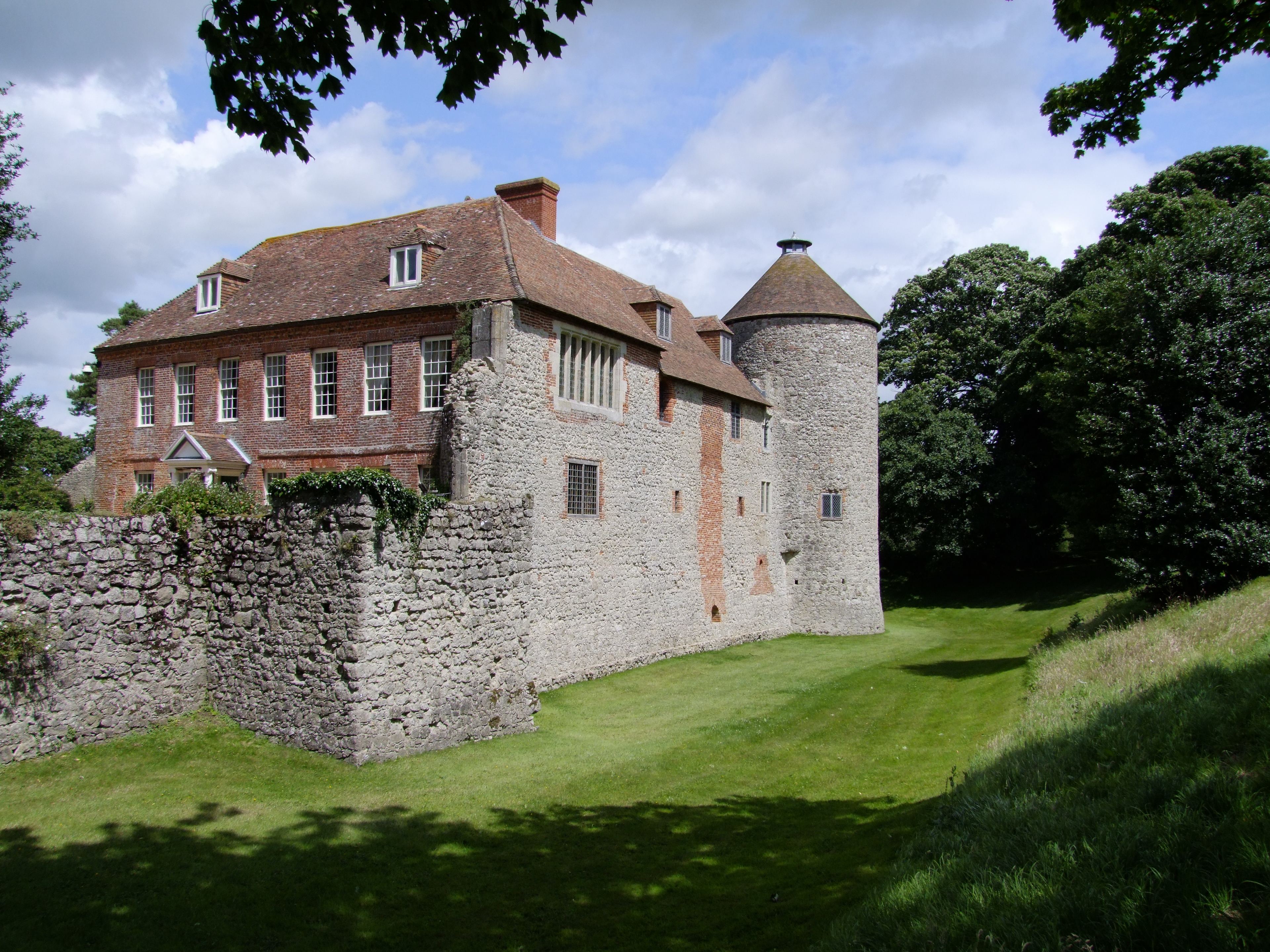
Hrad Westenhanger Castle (Kent), sídlo Sira Edwarda Poyningse

Pocházel ze starobylého šlechtického rodu, kterému od roku 1337 náležel titul barona. Byl vnukem 4. barona Poyningse a narodil se jako jediný syn Sira Richarda Poyningse (1419–1461), který padl ve válce růží na straně Yorků. Po otcově smrti byl vychován matkou a v roce 1483 vedl vzpouru v Kentu proti Richardovi III. Poté uprchl do zahraničí, kde se připojil k pozdějšímu králi Jindřichovi VII. a po jeho boku se zúčastnil bitvy u Bosworthu. Hned po nástupu Jindřicha VII. na trůn byl povýšen na rytíře a jmenován členem Tajné rady (1485). Později byl guvernérem v Calais, vyslancem u císaře Maxmiliána a zájmy císaře hájil i jako voják v Nizozemí. V roce 1493 obdržel Podvazkový řád a jako místokrál v Irsku (1494–1496) se podílel na konsolidaci anglické nadvlády v této oblasti, i když nesplnil očekávání Jindřicha VII. Po nástupu Jindřicha VIII. zastával funkci lorda strážce pěti přístavů (1509–1521) a nakonec pokladníkem královského dvora (Treasurer of the Household, 1519–1521). Nadále se zúčastňoval diplomatických jednání a vojenských tažení, v roce 1512 byl též poslancem Dolní sněmovny. Veřejně vystoupil naposledy při setkání Jindřicha VIII. a Františka I. v roce 1520, zemřel o rok později.
Jeho sídlem byl hrad Westenhanger Castle v Kentu, který nechal přestavět.
Z manželství s Elizabeth Scott (†1528) měl jediného syna Johna, který zemřel v dětství. Z několika nemanželských poměrů zanechal početné nelegitimní potomstvo, z nějž Thomas Poynings (1512–1545) sloužil v armádě a v roce 1545 získal titul barona, téhož roku ale zemřel na úplavici.